# Alla Alexandrowna Dschiojewa

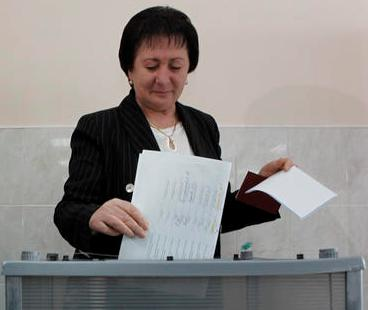
Alla Dschiojewa bei der Stimmabgabe zu den Präsidentschaftswahlen 2011

Alla Alexandrowna Dschiojewa (russisch Алла Александровна Джиоева, ossetisch Джиоты Алыксандыры чызг Аллӕ/Džioty Alyksandyry čyzg Allæ; * 23. August 1949, in Staliniri (Zchinwali), Georgische SSR, Sowjetunion) ist eine südossetische Politikerin.
Sie war von 2002 bis 2008 Erziehungsministerin der Republik Südossetien und trat 2011 zu den Präsidentschaftswahlen an.

## Leben
Dschiojewa schloss 1966 die Schule Nummer 5 in Zchinwali ab. Schon vor Schulabschluss arbeitete sie bei Jugoossetplodowoschtsch (Südossetischer Obst- und Gemüseverarbeitungsbetrieb). 1967 begann sie ein Studium am Südossetischen Pädagogischen Institut, später wechselte sie an die Staatliche Universität Odessa. Dort studierte sie an der Philologischen Fakultät. Das Studium schloss sie 1974 ab.
Nach Abschluss der Universität arbeitete sie in der Mittelschule Nr. 2 in Zchinwali als Lehrerin für Russisch und Literatur. Später wurde sie Direktorin der Schule.
Von 2002 bis 2008 war sie Erziehungsministerin der von Georgien abgespaltenen, international nicht anerkannten Republik Südossetien. Nachdem ein Strafverfahren gegen sie eröffnet worden war, wurde sie aus dem Amt entlassen. Es folgte eine Verurteilung zu zwei Jahren und zwei Monaten auf Bewährung sowie einem Bußgeld in Höhe von 120.000 Rubel. Anklage und Urteil sollen politisch motiviert gewesen sein.
Im Jahr 2011 trat sie bei den Präsidentschaftswahlen an und setzte sich, laut den von der Wahlkommission veröffentlichten Daten, im zweiten Wahlgang klar gegen den von Russland unterstützten Kandidaten Anatoli Bibilow durch. Ihr Sieg gegen den Willen der Machthaber Südossetiens wie Russlands galt als Überraschung. Am 29. November 2011 erklärte das Oberste Gericht Südossetiens das Wahlergebnis für ungültig und ordnete eine Wiederholung der Wahl an, von der Alla Dschiojewa ausgeschlossen wurde. Nach der Entscheidung des Gerichts protestierten Anhänger von Dschiojewa vor dem Obersten Gericht. Die Wahl gewann dann Leonid Tibilow.
Dschiojewa ist verheiratet und hat zwei Kinder.

## Auszeichnungen
- Silbermedaille des Allrussischen Ausstellungszentrums der UdSSR
- Auszeichnung der Aufklärung der UdSSR
- Verdiente Lehrkraft der Republik Südossetien
- Verdiente Lehrkraft der Russischen Föderation